# Phaelota jacobyi
Phaelota jacobyi es una especie de insecto coleóptero de la familia Chrysomelidae. Fue descrita científicamente en 2004 por Prathapan & Viraktamath.